# Phillip P. Keene
Phillip P. Keene (5 settembre 1966) è un attore statunitense.
È principalmente conosciuto per il suo ruolo di Buzz Watson nella serie TV The Closer e il suo spin-off Major Crimes.
È sposato con James Duff, creatore della serie TV The Closer.